# Oligodon modestus
Espèce
Synonymes
- Oligodon modestum Günther, 1864

Statut de conservation UICN

 VU B2ab(ii,iii) : Vulnérable
Oligodon modestus est une espèce de serpent de la famille des Colubridae.

## Répartition
Cette espèce est endémique des Philippines. Elle se rencontre sur les îles de Luçon, Mindanao, Negros, Tablas, de Cebu et Panay.

## Description
Dans sa description Günther indique que le spécimen en sa possession, un mâle adulte, mesure environ 33 cm dont 5 cm pour la queue. Son dos est uniformément brun gris et présente une ligne longitudinale jaunâtre qui ne devient visible qu'à partir de la partie postérieure du corps et au niveau de la queue. Sa face ventrale est blanche avec des taches noires quadrangulaires. Sa tête est ornée d'un tache brune au-dessous de l’œil.

## Publication originale
- Günther, 1864 : The reptiles of British India, London, Taylor & Francis, p. 1-452 (texte intégral).